# As Palavras (canção de Dominó)
"As Palavras" é uma canção do grupo de música pop brasileiro Dominó, incluída em seu álbum autointitulado de 1988. Trata-se de uma versão cover da canção "Las palabras" do álbum Colores, laçado pelo grupo espanhol Mocedades, em 1986. A versão foi feita por Edgard Poças que era compositor e fez várias versões de músicas internacionais para o grupo. A faixa foi lançada como segundo single, após o sucesso de "Com Todos Menos Comigo", do mesmo ano.
A canção traz a participação especial da cantora e apresentadora Angélica, e faz parte da trilha sonora do filme Os Heróis Trapalhões - Uma Aventura na Selva, do qual a cantora e o grupo Dominó fazem parte do elenco. O filme tornou-se um sucesso de bilheteria em 1988, com 3.672.000 espectadores.
O jornal O Fluminense pontuou que a música explora uma parcela praticamente esquecida do mercado fonográfico brasileiro, os adolescentes.
As primeiras edições do álbum Dominó (88) vinham com uma etiqueta com a foto da apresentadora Angélica na capa incluindo a informação de sua participação no disco.
Durante a divulgação, o grupo cantou a música no programa Milk Shake, da Rede Manchete, que era apresentado pela Angélica.
Em 1988, o Jornal do Brasil publicava em sua edição de fim de semana, uma parada de sucessos semanal intitulada "Faixa Quente". De acordo com o jornal, a canção "As Palavras" atingiu pico na posição de número 9, em 31 de outubro de 1988.

## Lista de faixas
- Créditos adaptados dos singles de "As Palavras",[13]

### Single 12"
Lado A
| N.º | Título        | Compositor(es)                            | Duração |  |
| 1.  | "As Palavras" | Fernando de Diego, versão de Edgard Poças | 3:33    |  |

Lado B
| N.º | Título        | Compositor(es)                  | Duração |  |
| 1.  | "As Palavras" | F. de Diego, versão de E. Poças | 3:33    |  |

## Tabelas

### Tabelas semanais
| Tabela musical (1988)                    | Melhor posição |
| ---------------------------------------- | -------------- |
| Brasil (Jornal do Brasil "Faixa Quente") | 9              |